# Temporada 2017 de la Copa Truck
La temporada 2017 de la Copa Truck fue la 1ª temporada del Campeonato Brasileño de Copa Truck de la historia. La serie es administrada a nivel nacional por la Confederación Brasileña de Automovilismo (CBA). Felipe Giaffone logró su primer título con RM Competições, que fue la escudería campeona.
El origen de la categoría se produjo después de que nueve equipos abandonaran la Fórmula Truck por desacuerdos con la problemática gestión de Neusa Navarro Félix; estos equipos se unieron en una asociación creando la categoría que vino a reemplazar a Fórmula Truck. La nueva categoría reúne a equipos y pilotos de la antigua categoría.
En noviembre de 2017, fue homologado por la Confederación Brasileña de Automovilismo (CBA) y reconocido como campeonato oficial. Carlos Col, exjefe del Stock Car, es su promotor.
Copa Truck fue lanzada oficialmente el 27 de abril de 2017 en São Paulo. En la primera temporada, el campeonato se dividió en tres copas regionales: Centro-Oeste, Noreste y Sudeste. La primera etapa tuvo lugar el 28 de mayo, en Goiânia, con 17 camiones en parrilla.
La asociación está compuesta por los siguientes equipos: RM Competições, AJ5 Sports, DF Motorsport, RVR Motorsports, Dakar Motors, Fábio Fogaça Motorsports, Lucar Motorsports y Clay Truck Racing.

## Equipos y pilotos
Todos los pilotos son brasileños.
| Equipo                              | Constructor   | Neumático | No. | Piloto             | Etapas      |
| ----------------------------------- | ------------- | --------- | --- | ------------------ | ----------- |
| AJ5-RM Competições                  | Volkswagen    | P         | 5   | Adalberto Jardim   | Todas       |
| RM Competições                      | Volkswagen    | P         | 4   | Vinícius Palma     | 1–2         |
| RM Competições                      | Volkswagen    | P         | 4   | Felipe Giaffone    | 3–12        |
| RM Competições                      | Volkswagen    | P         | 7   | Débora Rodrigues   | Todas       |
| RM Competições                      | Volkswagen    | P         | 9   | Renato Martins     | 1–8         |
| RM Competições                      | Volkswagen    | P         | 35  | David Muffato      | 1–8         |
| RM Competições                      | Volkswagen    | P         | 55  | Paulo Salustiano   | 9–12        |
| RM Competições                      | MAN           | P         | 9   | Renato Martins     | 9–12        |
| RM Competições                      | MAN           | P         | 11  | Rodrigo Belinati   | 1–4         |
| RM Competições                      | MAN           | P         | 13  | Witold Ramasauskas | 5–12        |
| Império Truck Racing/AM Motorsports | Mercedes-Benz | P         | 6   | Wellington Cirino  | 3–8 e 11–12 |
| Império Truck Racing/AM Motorsports | Mercedes-Benz | P         | 77  | André Marques      | 3–8 e 11–12 |
| Império Truck Racing/AM Motorsports | Mercedes-Benz | P         | 53  | Ronaldo Kastropil  | 9–10        |
| Boessio Competições                 | Volvo         | P         | 83  | Régis Boessio      | Todas       |
| Maistro Clay Truck Racing           | Volvo         | P         | 73  | Leandro Totti      | 1–8         |
| Maistro Clay Truck Racing           | Volvo         | P         | 33  | Pablo Alves        | 9–12        |
| DF Motorsport                       | Ford          | P         | 27  | Fábio Fogaça       | 1–4 e 7–12  |
| DF Motorsport                       | Ford          | P         | 53  | Sérgio Ramalho     | 5–6         |
| DF Motorsport                       | Ford          | P         | 72  | Djalma Fogaça      | Todas       |
| Lucar Motorsport                    | Iveco         | P         | 88  | Beto Monteiro      | Todas       |
| Lucar Motorsport                    | Iveco         | P         | 99  | Luiz Lopes         | Todas       |
| Dakar-Corinthians Motorsports       | Iveco         | P         | 15  | Roberval Andrade   | Todas       |
| Corinthians–RVR Motorsports         | Scania        | P         | 28  | Danilo Dirani      | Todas       |
| Corinthians–RVR Motorsports         | Scania        | P         | 25  | Jaidson Zini       | 3–6 e 9–12  |
| Original Reis Peças                 | Scania        | P         | 12  | José Maria Reis    | 1–8 e 11–12 |
| Original Reis Peças                 | Ford          | P         | 33  | Pablo Alves        | 3–8         |
| Original Reis Peças                 | Ford          | P         | 133 | Eurípedes Reis     | 11–12       |
| Luhrs Motorsport                    | Scania        | P         | 47  | Duda Bana          | Todas       |
| Luhrs Motorsport                    | Scania        | P         | 44  | Joel Mendes Júnior | 1–8 e 11–12 |
| Grupo Biriba                        | Volvo         | P         | 100 | Júnior Biriba      | 9–10        |

## Calendario

### Etapas
| Ronda | Fecha           | Gran Premio                         | Circuito                  | Ciudad           |
| ----- | --------------- | ----------------------------------- | ------------------------- | ---------------- |
| 1     | 28 de mayo      | Grande Prêmio de Goiás              | Autódromo Ayrton Senna    | Goiânia, GO      |
| 2     | 11 de junio     | Grande Prêmio de Mato Grosso do Sul | Autódromo Orlando Moura   | Campo Grande, MS |
| 3     | 9 de julio      | Grande Prêmio de Pernambuco         | Autódromo Ayrton Senna    | Caruaru, PE      |
| 4     | 23 de julio     | Grande Prêmio do Ceará              | Autódromo Virgílio Távora | Fortaleza, CE    |
| 5     | 15 de octubre   | Grande Prêmio do Rio Grande do Sul  | Autódromo de Tarumã       | Viamão, RS       |
| 6     | 17 de diciembre | Grande Prêmio de São Paulo          | Autódromo de Interlagos   | São Paulo, SP    |

### Resultados
| Ronda | Circuito                  | Pole Position    | Vuelta rápida     | Piloto ganador     | Equipo ganador                      | Fabricante    | Ref.   |
| ----- | ------------------------- | ---------------- | ----------------- | ------------------ | ----------------------------------- | ------------- | ------ |
| 1     | Autódromo Ayrton Senna    | Roberval Andrade | Adalberto Jardim  | Roberval Andrade   | Dakar-Corinthians Motorsports       | Iveco         | [ 5 ]  |
| 2     | Autódromo Ayrton Senna    | Sin disputa      | Beto Monteiro     | Beto Monteiro      | Lucar Motorsport                    | Iveco         | [ 5 ]  |
| 3     | Autódromo Orlando Moura   | Felipe Giaffone  | Felipe Giaffone   | Felipe Giaffone    | RM Competições                      | Volkswagen    | [ 6 ]  |
| 4     | Autódromo Orlando Moura   | Sin disputa      | Felipe Giaffone   | Felipe Giaffone    | RM Competições                      | Volkswagen    | [ 6 ]  |
| 5     | Autódromo Ayrton Senna    | Felipe Giaffone  | Felipe Giaffone   | Felipe Giaffone    | RM Competições                      | Volkswagen    | [ 7 ]  |
| 6     | Autódromo Ayrton Senna    | Sin disputa      | Wellington Cirino | André Marques      | Império Truck Racing/AM Motorsports | Mercedes-Benz | [ 7 ]  |
| 7     | Autódromo Virgílio Távora | Felipe Giaffone  | Felipe Giaffone   | Felipe Giaffone    | RM Competições                      | Volkswagen    | [ 8 ]  |
| 8     | Autódromo Virgílio Távora | Sin disputa      | Felipe Giaffone   | Roberval Andrade   | Dakar-Corinthians Motorsports       | Iveco         | [ 8 ]  |
| 9     | Autódromo de Tarumã       | Danilo Dirani    | Danilo Dirani     | Danilo Dirani      | Motul-GG Motorsport                 | Scania        | [ 9 ]  |
| 10    | Autódromo de Tarumã       | Sin disputa      | Danilo Dirani     | Witold Ramasauskas | RM Competições                      | MAN           |        |
| 11    | Autódromo de Interlagos   | Felipe Giaffone  | Roberval Andrade  | Felipe Giaffone    | RM Competições                      | Volkswagen    | [ 10 ] |
| 12    | Autódromo de Interlagos   | Sin disputa      | Felipe Giaffone   | Roberval Andrade   | Dakar-Corinthians Motorsports       | Iveco         | [ 11 ] |

## Calificación general

### Campeonato de Pilotos
| Pos | Piloto             | GOI | GOI | CGR | CGR | CAR | CAR | FOR | FOR | TAR | TAR | INT | INT | Pts |
| --- | ------------------ | --- | --- | --- | --- | --- | --- | --- | --- | --- | --- | --- | --- | --- |
| 1   | Felipe Giaffone    |     |     | 1   | 1   | 1   | 3   | 1   | 2   | 2   | 3   | 1   | 3   | 184 |
| 2   | Roberval Andrade   | 1   | 5   | RET | 8   | 6   | 6   | 2   | 1   | 4   | 2   | 3   | 1   | 175 |
| 3   | Renato Martins     | 5   | 9   | 10  | 6   | 8   | 4   | 8   | 9   | 7   | RET | 7   | 2   | 127 |
| 4   | Beto Monteiro      | 8   | 1   | 4   | 2   | 13  | 10  | RET | 5   | 5   | RET | 4   | RET | 117 |
| 5   | Débora Rodrigues   | 3   | 4   | 7   | RET | 9   | 12  | RET | 7   | 6   | 5   | 9   | 5   | 114 |
| 6   | Luiz Lopes         | 6   | 7   | 8   | RET | 10  | 7   | 9   | 8   | 11  | 7   | 11  | 7   | 109 |
| 7   | Adalberto Jardim   | RET | RET | 2   | RET | 4   | 5   | RET | NL  | 9   | 4   | 5   | 8   | 93  |
| 8   | Régis Boessio      | 4   | 2   | 6   | 4   | RET | RET | 5   | RET | 13  | NL  | RET | 6   | 90  |
| 9   | Fábio Fogaça       | 7   | 6   | 14  | 10  |     |     | 7   | 6   | RET | 9   | RET | 9   | 72  |
| 10  | Witold Ramasauskas |     |     |     |     | 11  | 9   | RET | 10  | 8   | 1   | 8   | RET | 64  |
| 11  | Wellington Cirino  |     |     | NL  | NL  | 2   | 2   | 6   | RET |     |     | 6   | RET | 64  |
| 12  | José Maria Reis    | 9   | 8   | 15  | 9   | 14  | RET | 11  | 11  |     |     | 13  | 10  | 64  |
| 13  | Danilo Dirani      | 2   | RET | 5   | RET | RET | NL  | RET | NL  | 1   | 10  | RET | RET | 63  |
| 14  | André Marques      |     |     | RET | RET | 5   | 1   | 4   | 3   |     |     | RET | RET | 63  |
| 15  | David Muffato      | RET | 3   | 3   | 3   | RET | 13  | RET | 4   |     |     |     |     | 61  |
| 16  | Jaidson Zini       |     |     | 12  | 11  | 12  | 8   |     |     | 10  | 11  | 10  | RET | 56  |
| 17  | Djalma Fogaça      | 12  | RET | 11  | 7   | 3   | RET | RET | NL  | RET | 8   | RET | RET | 52  |
| 18  | Paulo Salustiano   |     |     |     |     |     |     |     |     | 3   | DSQ | 2   | 4   | 50  |
| 19  | Duda Bana          | 11  | RET | 9   | 5   | RET | RET | 10  | RET | RET | RET | RET | RET | 41  |
| 20  | Leandro Totti      | RET | RET | RET | RET | 7   | NL  | 3   | NC  |     |     |     |     | 31  |
| 21  | Rodrigo Belinati   | 10  | 11  | 13  | RET |     |     |     |     |     |     |     |     | 22  |
| 22  | Ronaldo Kastropil  |     |     |     |     |     |     |     |     | 12  | 6   |     |     | 18  |
| 23  | Pablo Alves        |     |     | NL  | RET | RET | 11  | RET | RET |     |     | 12  | RET | 13  |
| 24  | Joel Mendes Jr     | RET | 10  | 16  | RET | RET | NL  | RET | RET |     |     | RET | RET | 6   |
| —   | Vinícius Palma     | RET | RET |     |     |     |     |     |     |     |     |     |     | 0   |
| —   | Sérgio Ramalho     |     |     |     |     | NL  | RET |     |     |     |     |     |     | 0   |
| Pos | Piloto             | GOI | GOI | CGR | CGR | CAR | CAR | FOR | FOR | TAR | TAR | INT | INT | Pts |

| Color        | Resultado                                     |
| ------------ | --------------------------------------------- |
| Oro          | Ganador                                       |
| Plata        | 2º lugar                                      |
| Bronce       | 3º lugar                                      |
| Verde        | 4.º y 5.º lugar (top 5)                       |
| Celeste      | 6.º a 10.º lugar (top 10)                     |
| Azul         | Finalizó (afuera del top 10) (fora do Top 10) |
| Violeta      | No terminó                                    |
| Rojo         | DNQ - No se clasificó                         |
| Marrón       | Wth - Retirado                                |
| Negro        | DSQ - Descalificado                           |
| Caqui oscuro | No empezó (NL)                                |
| Caqui oscuro | Abandonó la carrera (C)                       |
| Vacío        | no participó                                  |

| Pos | Piloto             | GOI | GOI | CGR | CGR | CAR | CAR | FOR | FOR | TAR | TAR | INT | INT | Pts |
| --- | ------------------ | --- | --- | --- | --- | --- | --- | --- | --- | --- | --- | --- | --- | --- |
| 1   | Felipe Giaffone    |     |     | 1   | 1   | 1   | 3   | 1   | 2   | 2   | 3   | 1   | 3   | 184 |
| 2   | Roberval Andrade   | 1   | 5   | RET | 8   | 6   | 6   | 2   | 1   | 4   | 2   | 3   | 1   | 175 |
| 3   | Renato Martins     | 5   | 9   | 10  | 6   | 8   | 4   | 8   | 9   | 7   | RET | 7   | 2   | 127 |
| 4   | Beto Monteiro      | 8   | 1   | 4   | 2   | 13  | 10  | RET | 5   | 5   | RET | 4   | RET | 117 |
| 5   | Débora Rodrigues   | 3   | 4   | 7   | RET | 9   | 12  | RET | 7   | 6   | 5   | 9   | 5   | 114 |
| 6   | Luiz Lopes         | 6   | 7   | 8   | RET | 10  | 7   | 9   | 8   | 11  | 7   | 11  | 7   | 109 |
| 7   | Adalberto Jardim   | RET | RET | 2   | RET | 4   | 5   | RET | NL  | 9   | 4   | 5   | 8   | 93  |
| 8   | Régis Boessio      | 4   | 2   | 6   | 4   | RET | RET | 5   | RET | 13  | NL  | RET | 6   | 90  |
| 9   | Fábio Fogaça       | 7   | 6   | 14  | 10  |     |     | 7   | 6   | RET | 9   | RET | 9   | 72  |
| 10  | Witold Ramasauskas |     |     |     |     | 11  | 9   | RET | 10  | 8   | 1   | 8   | RET | 64  |
| 11  | Wellington Cirino  |     |     | NL  | NL  | 2   | 2   | 6   | RET |     |     | 6   | RET | 64  |
| 12  | José Maria Reis    | 9   | 8   | 15  | 9   | 14  | RET | 11  | 11  |     |     | 13  | 10  | 64  |
| 13  | Danilo Dirani      | 2   | RET | 5   | RET | RET | NL  | RET | NL  | 1   | 10  | RET | RET | 63  |
| 14  | André Marques      |     |     | RET | RET | 5   | 1   | 4   | 3   |     |     | RET | RET | 63  |
| 15  | David Muffato      | RET | 3   | 3   | 3   | RET | 13  | RET | 4   |     |     |     |     | 61  |
| 16  | Jaidson Zini       |     |     | 12  | 11  | 12  | 8   |     |     | 10  | 11  | 10  | RET | 56  |
| 17  | Djalma Fogaça      | 12  | RET | 11  | 7   | 3   | RET | RET | NL  | RET | 8   | RET | RET | 52  |
| 18  | Paulo Salustiano   |     |     |     |     |     |     |     |     | 3   | DSQ | 2   | 4   | 50  |
| 19  | Duda Bana          | 11  | RET | 9   | 5   | RET | RET | 10  | RET | RET | RET | RET | RET | 41  |
| 20  | Leandro Totti      | RET | RET | RET | RET | 7   | NL  | 3   | NC  |     |     |     |     | 31  |
| 21  | Rodrigo Belinati   | 10  | 11  | 13  | RET |     |     |     |     |     |     |     |     | 22  |
| 22  | Ronaldo Kastropil  |     |     |     |     |     |     |     |     | 12  | 6   |     |     | 18  |
| 23  | Pablo Alves        |     |     | NL  | RET | RET | 11  | RET | RET |     |     | 12  | RET | 13  |
| 24  | Joel Mendes Jr     | RET | 10  | 16  | RET | RET | NL  | RET | RET |     |     | RET | RET | 6   |
| —   | Vinícius Palma     | RET | RET |     |     |     |     |     |     |     |     |     |     | 0   |
| —   | Sérgio Ramalho     |     |     |     |     | NL  | RET |     |     |     |     |     |     | 0   |
| Pos | Piloto             | GOI | GOI | CGR | CGR | CAR | CAR | FOR | FOR | TAR | TAR | INT | INT | Pts |

| Color        | Resultado                                     |
| ------------ | --------------------------------------------- |
| Oro          | Ganador                                       |
| Plata        | 2º lugar                                      |
| Bronce       | 3º lugar                                      |
| Verde        | 4.º y 5.º lugar (top 5)                       |
| Celeste      | 6.º a 10.º lugar (top 10)                     |
| Azul         | Finalizó (afuera del top 10) (fora do Top 10) |
| Violeta      | No terminó                                    |
| Rojo         | DNQ - No se clasificó                         |
| Marrón       | Wth - Retirado                                |
| Negro        | DSQ - Descalificado                           |
| Caqui oscuro | No empezó (NL)                                |
| Caqui oscuro | Abandonó la carrera (C)                       |
| Vacío        | no participó                                  |

| Puntuación | 1° | 2° | 3° | 4° | 5° | 6° | 7° | 8° | 9° | 10° | 11° | 12° | 13° | 14° | 15° |
| ---------- | -- | -- | -- | -- | -- | -- | -- | -- | -- | --- | --- | --- | --- | --- | --- |
| Carrera 1  | 22 | 20 | 18 | 16 | 15 | 14 | 13 | 12 | 11 | 10  | 9   | 8   | 7   | 6   | 5   |
| Carrera 2  | 18 | 16 | 14 | 12 | 11 | 10 | 9  | 8  | 7  | 6   | 5   | 4   | 3   | 2   | 1   |

### Copa Centro-Oeste
Cubre los pasos de Goiânia e Campo Grande.
Campeonato de pilotos
| Pos | Piloto            | Equipo                              | Constructor   | Pts |
| --- | ----------------- | ----------------------------------- | ------------- | --- |
| 1   | Beto Monteiro     | Lucar Motorsport                    | Iveco         | 78  |
| 2   | Régis Boessio     | Boessio Competições                 | Scania        | 73  |
| 3   | David Muffato     | Rapax Team                          | Volkswagen    | 60  |
| 4   | Roberval Andrade  | Dakar-Corinthians Motorsports       | Iveco         | 54  |
| 5   | Renato Martins    | RM Competições                      | Volkswagen    | 54  |
| 6   | Débora Rodrigues  | RM Competições                      | Volkswagen    | 52  |
| 7   | Felipe Giaffone   | RM Competições                      | Volkswagen    | 51  |
| 8   | Fábio Fogaça      | DF Motorsport                       | Ford          | 48  |
| 9   | José Maria Reis   | Original Reis Peças                 | Scania        | 43  |
| 10  | Luiz Lopes        | Lucar Motorsport                    | Iveco         | 42  |
| 11  | Danilo Dirani     | Motul-GG Motorsport                 | Scania        | 31  |
| 12  | Duda Bana         | Boessio Competições                 | Volvo         | 31  |
| 13  | Djalma Fogaça     | DF Motorsport                       | Ford          | 26  |
| 14  | Rodrigo Belinati  | RM Competições                      | MAN           | 22  |
| 15  | Adalberto Jardim  | AJ5                                 | Volkswagen    | 20  |
| 16  | Jaidson Zini      | Motul-GG Motorsport                 | Scania        | 13  |
| 17  | Joel Mendes Jr    | Original Reis Peças                 | Scania        | 10  |
| 18  | Leandro Totti     | Dakar-Corinthians Motorsports       | Iveco         | 0   |
| 19  | André Marques     | Império Truck Racing/AM Motorsports | Mercedes-Benz | 0   |
| 20  | Vinícius Palma    | RM Competições                      | Volkswagen    | 0   |
| 21  | Pablo Alves       | Sommi Competición                   | Ford          | 0   |
| 22  | Wellington Cirino | Império Truck Racing/AM Motorsports | Mercedes-Benz | 0   |

Campeonato de construtores
| Pos | Constructor    | Pts |
| --- | -------------- | --- |
| 1   | Volkswagen/MAN | 164 |
| 2   | Iveco          | 152 |
| 3   | Scania         | 102 |
| 4   | Ford           | 81  |
| 5   | Volvo          | 73  |
| 6   | Mercedes-Benz  | 0   |

### Copa Nordeste
Cubre los pasos de Caruaru e Fortaleza.
Campeonato de pilotos
| Pos | Piloto             | Equipo                              | Constructor   | Pts |
| --- | ------------------ | ----------------------------------- | ------------- | --- |
| 1   | Felipe Giaffone    | RM Competições                      | Volkswagen    | 95  |
| 2   | Roberval Andrade   | Dakar-Corinthians Motorsports       | Iveco         | 76  |
| 3   | André Marques      | Império Truck Racing/AM Motorsports | Mercedes-Benz | 75  |
| 4   | Wellington Cirino  | Império Truck Racing/AM Motorsports | Mercedes-Benz | 66  |
| 5   | Renato Martins     | RM Competições                      | Volkswagen    | 56  |
| 6   | Luiz Lopes         | Lucar Motorsport                    | Iveco         | 50  |
| 7   | Beto Monteiro      | Lucar Motorsport                    | Iveco         | 37  |
| 8   | Débora Rodrigues   | RM Competições                      | Volkswagen    | 35  |
| 9   | Leandro Totti      | Dakar-Corinthians Motorsports       | Iveco         | 34  |
| 10  | Adalberto Jardim   | AJ5                                 | Volkswagen    | 34  |
| 11  | Witold Ramasauskas | RM Competições                      | MAN           | 33  |
| 12  | Fábio Fogaça       | DF Motorsport                       | Ford          | 29  |
| 13  | David Muffato      | Rapax Team                          | Volkswagen    | 28  |
| 14  | José Maria Reis    | Original Reis Peças                 | Scania        | 27  |
| 15  | Régis Boessio      | Boessio Competições                 | Scania        | 22  |
| 16  | Djalma Fogaça      | DF Motorsport                       | Ford          | 18  |
| 17  | Jaidson Zini       | Motul-GG Motorsport                 | Scania        | 16  |
| 18  | Duda Bana          | Boessio Competições                 | Volvo         | 10  |
| 19  | Pablo Alves        | Sommi Competición                   | Ford          | 5   |
| 20  | Joel Mendes Jr     | Original Reis Peças                 | Scania        | 0   |
| 21  | Danilo Dirani      | Motul-GG Motorsport                 | Scania        | 0   |
| 22  | Sérgio Ramalho     | DF Motorsport                       | Ford          | 0   |

Campeonato de construtores
| Pos | Constructor    | Pts |
| --- | -------------- | --- |
| 1   | Volkswagen/MAN | 186 |
| 2   | Iveco          | 163 |
| 3   | Mercedes-Benz  | 141 |
| 4   | Scania         | 65  |
| 5   | Ford           | 52  |
| 6   | Volvo          | 10  |

### Copa Sul-Sudeste
Cubre los pasos de Rio Grande do Sul e São Paulo.
Campeonato de pilotos
| Pos | Piloto             | Equipo                              | Constructor   | Pts |
| --- | ------------------ | ----------------------------------- | ------------- | --- |
| 1   | Felipe Giaffone    | RM Competições                      | Volkswagen    | 87  |
| 2   | Roberval Andrade   | Dakar-Corinthians Motorsports       | Iveco         | 84  |
| 3   | Paulo Salustiano   | Rapax Team                          | Volkswagen    | 62  |
| 4   | Adalberto Jardim   | AJ5                                 | Volkswagen    | 59  |
| 5   | Débora Rodrigues   | RM Competições                      | Volkswagen    | 59  |
| 6   | Witold Ramasauskas | RM Competições                      | MAN           | 50  |
| 7   | Renato Martins     | RM Competições                      | MAN           | 50  |
| 8   | Luiz Lopes         | Lucar Motorsport                    | Iveco         | 48  |
| 9   | Danilo Dirani      | Motul-GG Motorsport                 | Scania        | 38  |
| 10  | Beto Monteiro      | Lucar Motorsport                    | Iveco         | 34  |
| 11  | Jaidson Zini       | Motul-GG Motorsport                 | Scania        | 25  |
| 12  | Fábio Fogaça       | DF Motorsport                       | Ford          | 22  |
| 13  | Ronaldo Kastropil  | Império Truck Racing/AM Motorsports | Mercedes-Benz | 18  |
| 14  | Régis Boessio      | Boessio Competições                 | Scania        | 17  |
| 15  | Wellington Cirino  | Império Truck Racing/AM Motorsports | Mercedes-Benz | 14  |
| 16  | José Maria Reis    | Original Reis Peças                 | Scania        | 13  |
| 17  | Djalma Fogaça      | DF Motorsport                       | Ford          | 8   |
| 18  | Pablo Alves        | Sommi Competición                   | Ford          | 8   |
| 19  | Duda Bana          | Boessio Competições                 | Volvo         | 0   |
| 20  | Joel Mendes Jr     | Original Reis Peças                 | Scania        | 0   |
| 21  | André Marques      | Império Truck Racing/AM Motorsports | Mercedes-Benz | 0   |

Campeonato de construtores
| Pos | Constructor    | Pts |
| --- | -------------- | --- |
| 1   | Volkswagen/MAN | 208 |
| 2   | Iveco          | 166 |
| 3   | Scania         | 80  |
| 4   | Ford           | 38  |
| 5   | Mercedes-Benz  | 32  |
| 6   | Volvo          | 0   |